# Пищухи (млекопитающие)
Пищухи, или сеноставки (лат. Ochotona) — род млекопитающих из семейства пищуховых отряда зайцеобразных, единственный современный род семейства, в котором выделяют 31 вид. Систематика пищух крайне неустойчива, и её разработка ещё далека от завершения.
Пищухи получили своё название из-за разнообразных звуковых сигналов, при помощи которых они перекликаются или оповещают друг друга об опасности. Большинство пищух обитает в Азии, два вида — в Северной Америке, один вид заходит в Европу.
У пищух короткие уши, а длина задних и передних ног почти одинакова. Все пищухи — небольшие животные, внешне похожие на хомяков, но они принадлежат к отряду зайцеобразных, а не к грызунам, как хомяки. Из-за способности большинства видов запасать сено на зиму пищух называют также сеноставками.

## Описание
Пищухи — это маленькие, внешне напоминающие хомяков животные, однако, в действительности это близкие родственники зайцев с короткими лапами, округлыми ушами и совершенно незаметными снаружи хвостами. Длина ушей у большинства видов не превышает половины длины головы.
Длина тела — приблизительно 18—20 см. Хвост меньше чем 2 см длиной, и снаружи незаметен. Вибриссы («усы») очень длинные, у некоторых видов заметно превышают длину головы. Подушки пальцев голые, или покрыты щётками волос. Мех почти однотонный: летом бурый, песчаный или рыжий; зимой чаще серый. Масса взрослой особи от 75 и до 290 грамм, в зависимости от вида.
Зубная формула:
{\displaystyle I{2 \over 1}C{0 \over 0}P{3 \over 2}M{2 \over 3}=26}.
Чаще всего пищухи питаются травами, листьями кустарников, мхами и лишайниками.

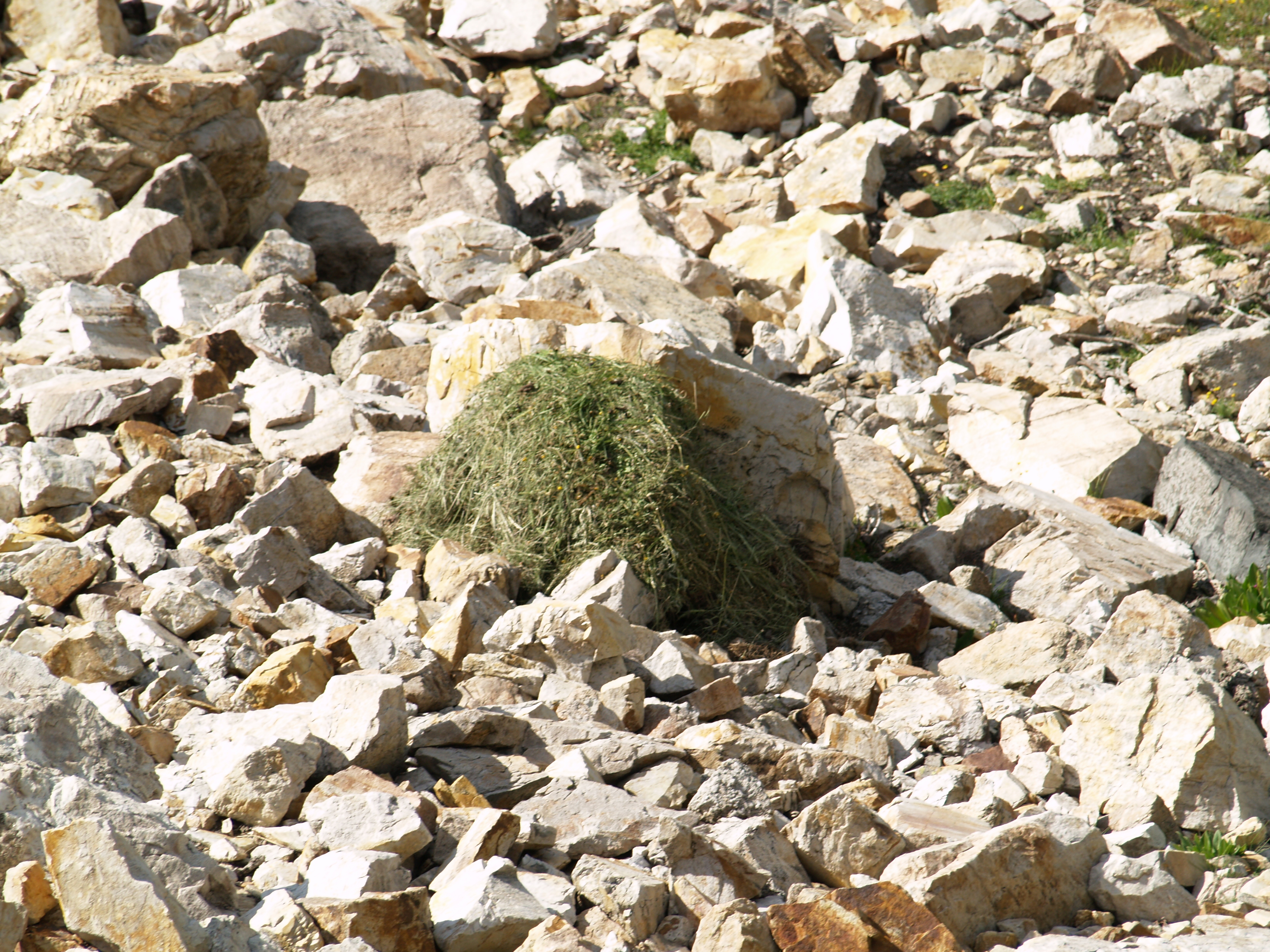
Куча травы, заготовленная пищухой для сушки. Штат Юта, США

Пищухи активны днём и в сумеречное время. Если соблюдать осторожность, их можно увидеть сидящими на камнях, пнях или стволах лежащих деревьев. При осмотре местности они приподнимаются, ставя передние лапки на какой-нибудь предмет, но никогда не становятся «столбиком», как это делают зайцы, некоторые грызуны и хищники. Весьма чувствительны к непогоде и перед затяжными дождями резко снижают активность, прекращая заготовку корма за день-два до непогоды. Они не впадают в спячку, поэтому зимой питаются заготовленным сеном. Пищухи собирают свежую траву и складывают её в кучу, пока она не высохнет. Иногда пищухи накрывают высыхающую траву камешками, чтобы её не разносило ветром. Как только трава засыхает, они переносят её в нору для хранения. Однако альпийская пищуха в некоторых районах не сушит растения, а убирает их свежими. Часто пищухи крадут сено друг у друга. Даурская пищуха часто сооружает на поверхности земли «стожки». Горные виды складывают запасы под нависающими каменными плитами или в щелях между камнями.
Большая часть евразийских пищух обычно живёт в семейных группах и разделяют обязанности по сбору пищи и наблюдением за возможной опасностью. Некоторые виды (например, североамериканские O. princeps и O. collaris) являются территориальными и ведут уединённый образ жизни вне брачного сезона.
В северных частях ареала плодятся раз в году. Южные популяции производят 2—3 выводка в год по 2—6 детёнышей. Беременность длится 25—30 суток. В отличие от зайцев, являются моногамными.
Кожа пищух тонкая, шкурка непрочная и в качестве пушнины использоваться не может. Хозяйственного интереса не представляют.

## Распространение
Пищухи обособились от других зайцеобразных в олигоцене. В ископаемом состоянии известны в Северной Африке (миоцен), в Юго-Восточной Европе: Венгрии, Молдове, одесском Причерноморье и других районах Южной Украины (миоцен-плиоцен). Обитали они и в Западной Европе. В Северную Америку пищухи проникли из Сибири по суше, бывшей на месте современного Берингова пролива.

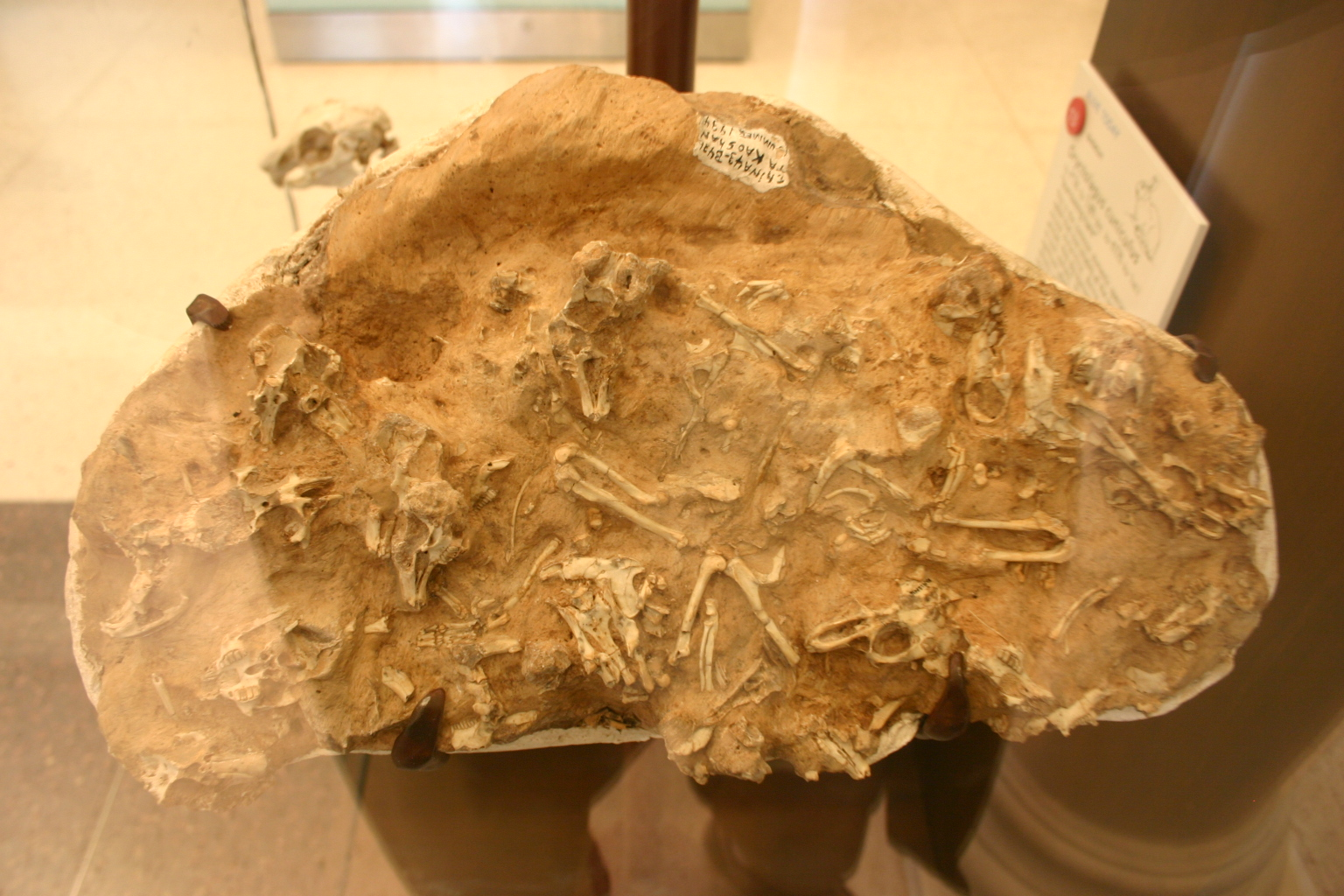
Ископаемые остатки древней пищухи Ochotona sp.

В настоящее время большинство пищух обитают в Азии (в степях Заволжья, Южного Урала, Северного Казахстана, в горах Средней и Центральной Азии, Китае, на севере Ирана, Афганистана, Индии, Бирмы, а также в горных областях Сибири и Дальнего Востока, на севере Кореи и на острове Хоккайдо), два вида — в Северной Америке, один вид обитает на восточных окраинах Европы.
Многие виды пищух распространены на открытых пространствах горных равнин. Примерно половина видов тяготеет к каменистым биотопам: осыпям камней, выходам скальных пород, горным останцам. Немногие виды обитают в тайге.
В фауне России представлено 7 видов пищух. Малая (степная) пищуха заселяет оренбургские и казахстанские степи, даурская — степи Тывы и Южного Забайкалья. Алтайская и северная пищухи живут в горах и лесах по всей Сибири, где есть каменистые россыпи, монгольская встречается не только в Монголии, но и в щебнистых горных степях южной Тывы. Хэнтэйская пищуха обитает на территории России только на одном маленьком хребте в Забайкальском крае (хребте Эрмана), маньчжурская населяет каменистые россыпи междуречья Шилки и Аргуни.

## Среда обитания
Пищухи предпочитают жить в местах с холодным климатом. Одни виды живут на скалистых горных склонах в каменистых осыпях, где есть многочисленные щели, чтобы укрыться от хищников, другие роют норы. Несколько видов пищух обитают в степи. Их норы порой могут быть очень сложными и иметь несколько камер разного назначения — гнездовых, для хранения запасов и т. д. Наиболее приспособленные к обитанию в каменистых биотопах горные виды (большеухие, красные), селящиеся на крупнокаменистых осыпях, совсем не роют нор и устраивают гнезда только в пустотах между камнями и в трещинах разрушающихся скал. Алтайские пищухи могут селиться и вне осыпей, под корнями деревьев, в кучах валежника, там они расширяют и расчищают ходы своих убежищ. Рытьё нор наиболее характерно для степных обитателей — черногубой, даурской, монгольской и степной пищух.
Все виды в разной степени колониальны. В поселениях могут жить десятки, сотни, а порой и тысячи зверьков. Поселения отстоят друг от друга на несколько сот метров, иногда на километры. В случае опасности проявляется звуковая сигнализация — у разных видов громкий свист или щебетание.

## Классификация
- Род Пищухи (Ochotona)[1][5]
  - Подрод Северные пищухи (Pika)
    - Алтайская пищуха (Ochotona alpina), или альпийская пищуха
    - Алашанская пищуха (Ochotona argentata)[6]
    - Воротничковая пищуха (Ochotona collaris), или аляскинская пищуха
    - Хэнтэйская пищуха (Ochotona hoffmanni)[7]
    - Северная пищуха (Ochotona hyperborea)
    - Маньчжурская пищуха (Ochotona mantchurica)[2][8]
    - Монгольская пищуха (Ochotona pallasi), или Палласова пищуха
    - Американская пищуха (Ochotona princeps), или пика
    - Туруханская пищуха (Ochotona turuchanensis)[9]

  - Подрод Пищухи кустарниковых степей (Ochotona)
    - Ганьсуйская пищуха (Ochotona cansus)[10]
    - Черногубая пищуха (Ochotona curzoniae)
    - Даурская пищуха (Ochotona dauurica)
    - Циньлинская пищуха (Ochotona huangensis)[11]
    - Нубрская пищуха (Ochotona nubrica)[12]
    - Степная пищуха (Ochotona pusilla), или малая пищуха
    - Рыжеватая пищуха (Ochotona rufescens)
    - Тибетская пищуха (Ochotona thibetana)
    - Пищуха Томаса (Ochotona thomasi)

  - Подрод Горные пищухи (Conothoa)
    - Китайская пищуха (Ochotona erythrotis)
    - Пищуха Форреста (Ochotona forresti)[10]
    - Юннаньская пищуха (Ochotona gaoligongensis)[10]
    - Камская пищуха (Ochotona gloveri)
    - Гималайская пищуха (млекопитающее) (Ochotona himalayana)[10]
    - Илийская пищуха (Ochotona iliensis)[13]
    - Пищуха Козлова (Ochotona koslowi)
    - Ладакская пищуха (Ochotona ladacensis)
    - Большеухая пищуха (Ochotona macrotis)
    - Мулийская пищуха (Ochotona muliensis)[10]
    - Ochotona nigritia
    - Индийская пищуха (Ochotona roylei), или пищуха Ройли
    - Красная пищуха (Ochotona rutila)
    - Ochotona spanglei † — 10.3—4.9 млн лет назад, США[14]
    - Ochotona valerotae † — 1.81—0.011 млн лет назад, Франция[15]
    - Ochotona whartoni † — 1.81—0.011 млн лет назад, Аляска[16]